# 太平建設工業
太平建設工業株式会社（たいへいけんせつこうぎょう）は大阪府大阪市北区天満に本社を置く建設会社である。

## 会社概要
本社のある関西地方を中心に、マンション、一戸建て住宅、各種学校・医療施設などの建築設計からリフォームまで、あらゆる建築事業を手掛ける。公団住宅のメンテナンスから出発した会社でもあるため、リフォーム分野で強みを持つ。
また、建築物の老朽化に備えた独自の総合施工サービスプラン「Dr H.E.A.R.Tシステム」を有している。
関西地方では、サンテレビのプロ野球中継『サンテレビボックス席』のスポンサーに付いていることや、社長や社員有志が出演するパロディ調のCMが中継の合間に放送されていることでも知られている。かつては、朝日放送平日夕方の関西ローカル向けテレビニュース番組『NEWSゆう』のスポンサーで、原田伸郎をCMキャラクターに起用していた。